# Armoiries de Montréal
Les armoiries de la Ville de Montréal, métropole du Québec, ont été adoptées dans leur version actuelle le 13 septembre 2017. Elles reprennent la version adoptée en 1938 avec l'ajout, au centre, d'un symbole représentant les peuples autochtones. La première version remonte à 1833. L'utilisation de ces armoiries par la Ville revêt aujourd'hui un caractère d’exception.

## Héraldique
Les armes de la ville de Montréal sont officiellement blasonnées ainsi : 

« D’argent à la croix nouée de gueules chargée d’un pin blanc arraché d’or, cantonnée au 1 d’une fleur de lis d’azur, au 2 d’une rose, au 3 d’un chardon et au 4 d’un trèfle, le tout au naturel »

Pour les ornements extérieurs :

« Timbré
        d'un castor couché sur un rondin, le tout au naturel.

L'écu entouré d'un rinceau de feuilles d'érable de sinople,

et pour devise CONCORDIA SALUS »

## Commentaire

### L'écu
- L'écu[3] de Montréal utilise un champ d'argent (couleur du fond) pour rappeler celui des premières armoiries de Montréal[4].
- La croix, tout en délimitant les cantons de l'écu[5], symbolise le rôle prépondérant du christianisme dans la fondation de Ville-Marie, premier établissement français à l'origine de la ville de Montréal.
- Le cercle rouge, au centre de la croix, représente le cercle de la vie ainsi que le feu du conseil.
  - Le pin blanc incarne la présence autochtone ancestrale sur le territoire.
- Les quatre cantons sont chargés de meubles végétaux symbolisant l'origine ethnique des principaux groupes constituant la population de Montréal au XIXe siècle:
  - La fleur de lys des Bourbons, pour l'ethnie d'origine française, premiers occupants de Montréal;
  - La rose des Lancastres, pour l'ethnie d'origine anglaise ayant conquis et développé la ville;
  - Le chardon, pour les citoyens d'origine écossaise;
  - Le trèfle, pour le groupe d'origine irlandaise.
- Le blason de Montréal est généralement figuré sur un écu adoptant la forme française dite « moderne »[6], à l'instar des armoiries de la province de Québec, pour souligner la similarité de leurs origines.

### Les ornements
- Un castor surmonte l'écu pour signifier le caractère industrieux des Montréalais.
- Le rinceau de feuilles d'érable qui entoure les emblèmes nationaux symbolise les relations cordiales liant entre eux les membres d'origines diverses constituant la population montréalaise; l'érable à sucre (acer saccharum) rappelle l'appartenance canadienne du territoire de Montréal.
- Un listel portant la devise « Concordia Salus » (« le salut par la concorde ») souligne le blason pour rappeler que la bonne entente entre les peuples fondateurs a fait prospérer Montréal.

## Histoire

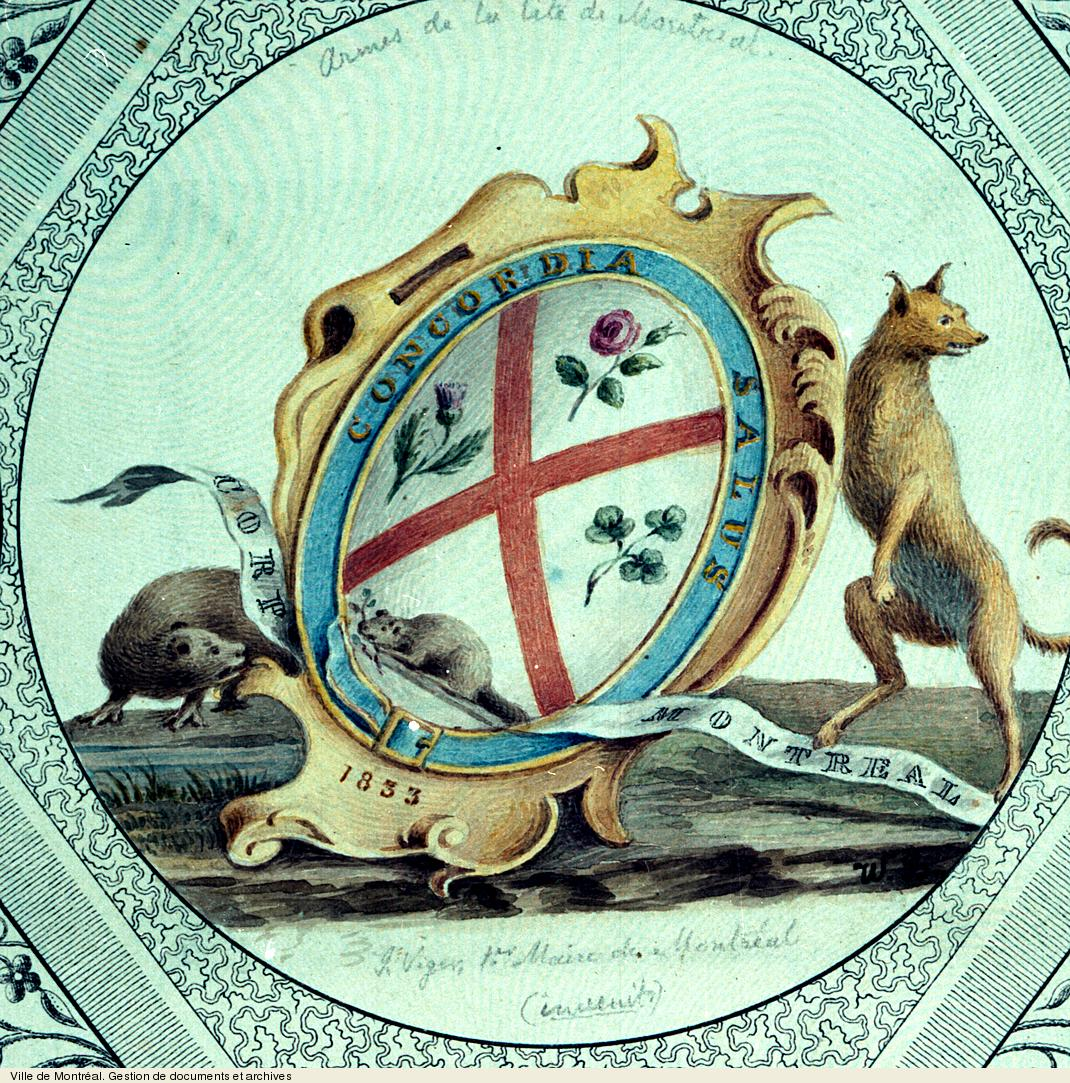
1833
1938
2017

Le 19 juillet 1833, le Conseil municipal de Montréal adopte, sous la houlette de Jacques Viger, premier maire de Montréal, la version originale des armoiries de la ville.  La devise « Concordia Salus » y est déjà présente ainsi que les meubles représentant les quatre principales origines des Montréalais à l'époque, mais c'est un castor qui représente les Canadiens français au lieu des Français,.
Le 21 mars 1938 est adoptée une nouvelle version des armoiries, après leur modification par Conrad Archambault, archiviste en chef de la Ville de Montréal, afin de les rendre conformes aux règles de l'héraldique. La fleur de lys remplace le castor comme symbole des «Canadiens» (Français). Le choix des ornements, ainsi que la forme de l'écu dans la représentation adoptée à l'époque, ont été influencés par les courants français des années trente.
Le 13 septembre 2017, lors de la journée de célébration de la Déclaration des Nations unies sur les droits des peuples autochtones, la Ville, par l'entremise de son maire Denis Coderre, présente ses nouvelles armoiries et son drapeau qui intègrent le pin blanc à titre de symbole des Peuples autochtones et représentant la paix, l’harmonie et la concorde,.

## Utilisation
Une représentation graphique officielle des armoiries fut longtemps utilisée comme identification courante de la Ville de Montréal. Depuis 1981, le logotype de Montréal (ci-contre) le remplace comme symbole des organes administratifs de Montréal. L'usage de la représentation visuelle officielle des armoiries est depuis cette date restreinte aux fonctions ou événements protocolaires du Maire, au sceau de la Ville de Montréal, à certains juges de la Cour municipale et à certaines déclarations officielles de la Ville.